# Marine (bande dessinée)
Marine, initialement intitulée Marine, fille de pirate, est une série française de bande dessinée pour la jeunesse, scénarisée par François Corteggiani et dessinée par Pierre Tranchand. Elle a été publiée de 1979 à 1992 dans divers périodiques (Pif Gadget, Le Journal de Mickey et Hello Bédé).
La série se déroule durant la seconde moitié du XVIIIe siècle (le tout premier récit mentionne le mois de mai 1775). Marine est la fille orpheline de Caïman, un célèbre pirate disparu. La série raconte ses aventures à travers le monde, en compagnie de son chien Pépito et d'anciens flibustiers ayant bourlingué avec son père, dont Tabasco et Tafia. Marine a par ailleurs des dons de ventriloquie qu'elle utilise dans certaines situations.

## Publications

### Périodiques
- Marine, fille de pirate, dans Pif Gadget[2] :

La publication de Marine a commencé en 1979 dans le Pif Gadget no 544 sous le titre Marine, fille de pirate. Les histoires prennent la forme de récits courts d'une demi-douzaines de pages. Ces histoires ont été compilées vingt ans plus tard dans les cinq albums Les Mini-aventures de Marine, parus aux éditions Clair de Lune, entre 2003 et 2006.
- Marine, dans Le Journal de Mickey[3],[4] :

Les auteurs reprennent la série, sous le nom de Marine, à partir de 1984 dans Le Journal de Mickey (no 1673), puis dans Hello Bédé (no 9028) à partir de 1990. Les aventures prennent désormais la forme de récits complets, publiés en feuilleton. A cette occasion, le style graphique de la série est sensiblement modifié par les auteurs. Les 5 premières histoires de cette nouvelle série sont parues en album chez Hachette, et les quatre suivantes au Lombard. Les 11 albums sont réédités chez Clair de Lune entre 2002 et 2006, avec de nouvelles couvertures dessinées par Tranchand.

### Albums
Les albums ont été édités chez Hachette entre 1984 et 1992, puis réédités aux éditions Clair de lune, dans la collection « Espiègle », de 2002 à 2006, avec des couleurs retravaillées par Pierre Leoni.
- 1 Le Serment de la tour noire[6], Hachette, octobre 1984
Scénario : François Corteggiani - Dessin : Pierre Tranchand - (ISBN 2-01-009930-3)
- 2 Cap au large, Hachette, mai 1985
Scénario : François Corteggiani - Dessin : Pierre Tranchand - Couleurs : Brigitte Findakly - (ISBN 2-7333-0173-X)
- 3 Le Trésor du caïman, Hachette, octobre 1985
Scénario : François Corteggiani - Dessin : Pierre Tranchand - Couleurs : Brigitte Findakly - (ISBN 2-7333-0193-4)
- 4 L'Empereur des singes, Hachette, juin 1986
Scénario : François Corteggiani - Dessin : Pierre Tranchand - Couleurs : Jacqueline Guénard - (ISBN 2-7333-0259-0)
- 5 Les Yeux de Kukulkan, Hachette, octobre 1987
Scénario : François Corteggiani - Dessin : Pierre Tranchand - Couleurs : Jacqueline Guénard - (ISBN 2-7316-0511-1)
- 6 Les Lutins de Morleroc, Hachette, novembre 1988
Scénario : François Corteggiani - Dessin : Pierre Tranchand - Couleurs : Jacqueline Guénard - (ISBN 2-8036-0728-X)
- 7 Traquenard en Corse, Hachette, octobre 1989
Scénario : François Corteggiani - Dessin : Pierre Tranchand - Couleurs : Jacqueline Guénard - (ISBN 2-8036-0784-0)
- 8 La Princesse engloutie, Hachette, septembre 1990
Scénario : François Corteggiani - Dessin : Pierre Tranchand - Couleurs : Jacqueline Guénard - (ISBN 2-8036-0841-3)
- 9 Les Demoiselles du Québec, Hachette, mars 1992
Scénario : François Corteggiani - Dessin : Pierre Tranchand - Couleurs : Jacqueline Guénard - (ISBN 2-8036-0916-9)